# Kustos
Kustos (lat. custos; čuvaj, varuh, stražar) je upravnik muzeja ali umetniškega razstavnega prostora oziroma znanstveni delavec v takih ustanovah.

## Razvoj besede
Tujka, ki je k nam v uporabo prišla v 20. stoletju, je prevzeta po zgledu nemške besede Kustos, le ta pa v enakem pomenu iz latinske besede custos.